# Georges Sokoloff
Pour les articles homonymes, voir Sokoloff.
Georges Sokoloff, né le 21 juillet 1935 à Bois-Colombes et mort le 7 décembre 2015 à Paris, est un historien, politologue et économiste français, spécialiste du monde russe.

## Biographie

### Jeunesse et études
Georges Sokoloff était un expert français du monde russe et diplômé de l’IEP de Paris, docteur en géographie économique et docteur d’État en science politique. 

### Parcours professionnel
Professeur émérite de civilisation russe contemporaine, il était conseiller du CEPII. Ses travaux de recherche, menés dans le cadre du CNRS et du CEPII, portaient principalement sur les aspects économiques et géopolitiques du monde russe considéré dans une perspective historique.
Il a enseigné l’économie de l’URSS, de la Russie et des pays proches aux Langues Orientales et à Sciences Po. Il était membre du Conseil scientifique du Haut Collège d’économie de Moscou à la fondation duquel il a participé. Il a effectué de très nombreuses missions à l’étranger et a été consultant auprès d’institutions internationales publiques et privées.
Il a notamment publié L’Économie obéissante (Calmann-Lévy, 1976), The Economy of Détente (Berg, 1987), La Puissance pauvre (Fayard, 1993), 1933, l’année noire (Albin Michel, 2000), et Métamorphose de la Russie (Fayard, 2003).

## Publications
- 1976 : L’Économie obéissante (Calmann-Lévy, 1976)
- 1987 : The Economy of Détente (Berg, 1987)
- 1993 : La Puissance pauvre (Fayard, 1993)
- 2000 : 1933, l’année noire, Témoignages sur la famine en Ukraine (Albin Michel, 2000), réédité en 2022
- 2003 : Métamorphose de la Russie (Fayard, 2003)
- 2009 : La démesure russe (Fayard, 2009)

## Distinctions
- Chevalier de l'ordre national du Mérite [2]
- Officier de l'ordre des Palmes académiques [2]